# Jonas Lantto
Jonas Per Oskar Lantto, född 22 maj 1987 i Jukkasjärvi, är en svensk fotbollsspelare som spelar för Kristianopels GoIF.

## Karriär
Inför säsongen 2007 köptes Lantto av Gefle IF från Kiruna FF. Han avgjorde bortamatchen mot Kalmar FF 2007 med ett volleyskott direkt i mål, vilket var hans första mål för Gefle. Den 19 juli 2014 spelade Lantto sin 200:e allsvenska match i mötet mot Halmstads BK.
Den 1 mars 2019 skrev Lantto på för division 2-klubben FK Karlskrona. Inför säsongen 2021 gick han till division 5-klubben Kristianopels GoIF. Lantto gjorde tre mål på sju matcher under säsongen 2021 och hjälpte klubben att bli uppflyttade till division 4. Säsongen 2022 gjorde han åtta mål på 19 matcher och hjälpte klubben att bli uppflyttade till division 3.